# Ingrid Michaelson
Ingrid Ellen Michaelson (Staten Island, New York, 8 december 1979) is een Amerikaanse singer-songwriter. Ze is vooral bekend door haar nummer "The Way I Am", dat in 2007 gebruikt werd in reclame voor het kledingmerk Old Navy. Daarnaast is ze ook meerdere malen te horen geweest in de televisieserie Grey's Anatomy.

## Biografie
Michaelson groeide op in een artistieke familie. Haar vader is componist en haar moeder beeldhouwster. Ze volgde van haar vijfde tot haar zevende pianoles op Manhattans Third Street Music School maar leerde daar nooit goed noten lezen. Michaelson volgde zangles bij Elizabeth McCullough aan het Jewish Community Center van het Dorothy Delson Kuhn Music Institute.
Ze studeerde af aan Binghamton University in theater. Aanvankelijk was het ook haar plan om een carrière in het theater te beginnen. Tijdens haar studie zong ze in een gemengde a-capellagroep genaamd de Binghamtonics. Als kind was ze al lid van een theatergroep met de naam Kids on Stage, waar ze na haar afstuderen ook begon als regisseur. Ondertussen bleef ze muziek maken. In 2005 bracht ze bracht een cd getiteld Slow the Rain. Een vriend zette haar muziek op Myspace en zo werd ze op een dag in 2007 ontdekt. Haar muziek werd gebruikt in Grey's Anatomy en reclame voor Old Navy. Dit betekende voor haar een kleine doorbraak met het liedje "The Way I Am", waarvoor ze ook een clip opnam. Niet veel later bracht ze haar tweede cd Girls & Boys uit. Daarbij stond ze nooit onder contract van een platenmaatschappij.
In 2008 verscheen de ep Be OK, waarop elf nummers staan en waarvan de baten ten goede kwamen aan kankeronderzoek. In dat jaar stond ze ook in het voorprogramma van Jason Mraz en toerde ze met hem door Europa. Ook toerde ze door Amerika met de Hotel Cafe Tour en bracht ze met Sara Bareilles de single Winter Song uit. Sindsdien verschenen haar studioalbums Everybody (2009), Human Again (2012), Lights Out (2014), It Doesn't Have to Make Sense (2016), Songs for the Season (2018) en Stranger Songs (2019).